# Pratt County
Pratt County is een county in de Amerikaanse staat Kansas.
De county heeft een landoppervlakte van 1.904 km² en telt 9.647 inwoners (volkstelling 2000). De hoofdplaats is Pratt.

## Bevolkingsontwikkeling

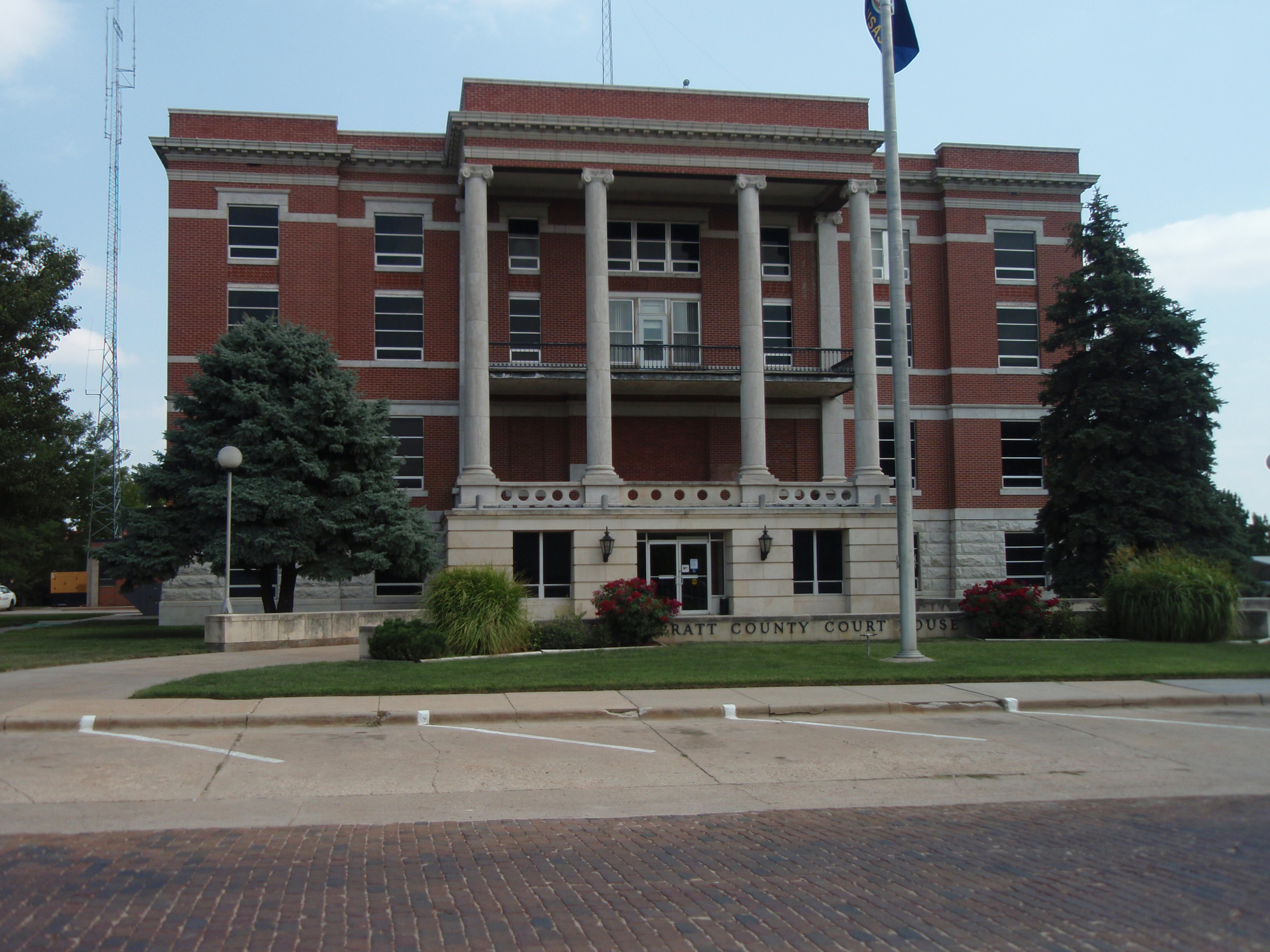
Pratt County Courthouse